# Neoepiscardia szunyoghyi
Neoepiscardia szunyoghyi är en fjärilsart som beskrevs av László Anthony Gozmány. Neoepiscardia szunyoghyi ingår i släktet Neoepiscardia och familjen äkta malar. Inga underarter finns listade i Catalogue of Life.